# Тульская (платформа)
Ту́льская (в 1989 — 01.04.2019 ЗИЛ, до 1989 Речной Вокзал) — остановочный пункт Павелецкого направления Московской железной дороги в Москве.
Частично (только по I, III путям) находится в границах станции Москва-Товарная-Павелецкая (в её южной части), основное путевое развитие станции начинается к северу от платформы. II путь является перегоном к станции Коломенское (входной светофор на станцию находится у северного края платформы).
Нынешнее название платформа получила по расположенной неподалёку станции метро, предыдущее — по имени завода, хотя он располагался на другом берегу Москвы-реки.
На остановочном пункте 2 пассажирские платформы — восточная островная (I, II пути), западная боковая (III путь), турникетами не оборудованы.
Фактически используется только островная платформа, откуда в торцах есть 2 выхода (лестница вверх на Автозаводский мост, лестница вниз на Большую Тульскую улицу). Боковая платформа, вдоль которой проходит III путь, используется редко (по III пути грузовое и скоростное движение), однако она расположена ближе всего к остановке трамваев (пересадка), также рядом находится единственная касса, работающая с 6:25 до 19:25 с перерывами. С 2019 года на входах на островную платформу иногда дежурят мобильные кассы и контролёры.
Полноценно пользоваться станцией можно только в осенний, летний и весенний периоды, так как в зимний период лестница, ведущая с платформы на Автозаводский мост, а также соседняя лестница, ведущая с Автозаводского моста к остановке трамваев, не очищается, что приводит к огромному количеству травм среди населения.

## История
В советский период (1958—конец 1980-х) платформа называлась Речной вокзал, по находившемуся рядом бывшему Южному речному вокзалу.
В ходе замены путепроводов к югу от платформы через Большую Тульскую улицу в середине 2000-х 3 пути главного хода были смещены поэтапно западнее, построена новая боковая западная платформа, а старая восточная боковая перестала использоваться. Она долгое время была заброшена, рельсы возле неё сняты. К старой платформе, как и к островной, был лестничный сход с Автозаводского моста. В сентябре 2008 г. платформа разобрана, но лестничный сход был оставлен на довольно долгое время, по состоянию на 2018 год разобран.
Новые платформы были соединены переходным мостом, который, в отличие от других мостов в Москве, был с металлическими ступенями и деревянным настилом. 27 октября 2008 года мост разобран.

## Наземный общественный транспорт
На этой станции можно пересесть на следующие маршруты городского пассажирского транспорта:
- Автобусы: м9, м86, м95, с799, с910, 944, 965, н8
- Трамваи: 3, 47

## Галерея

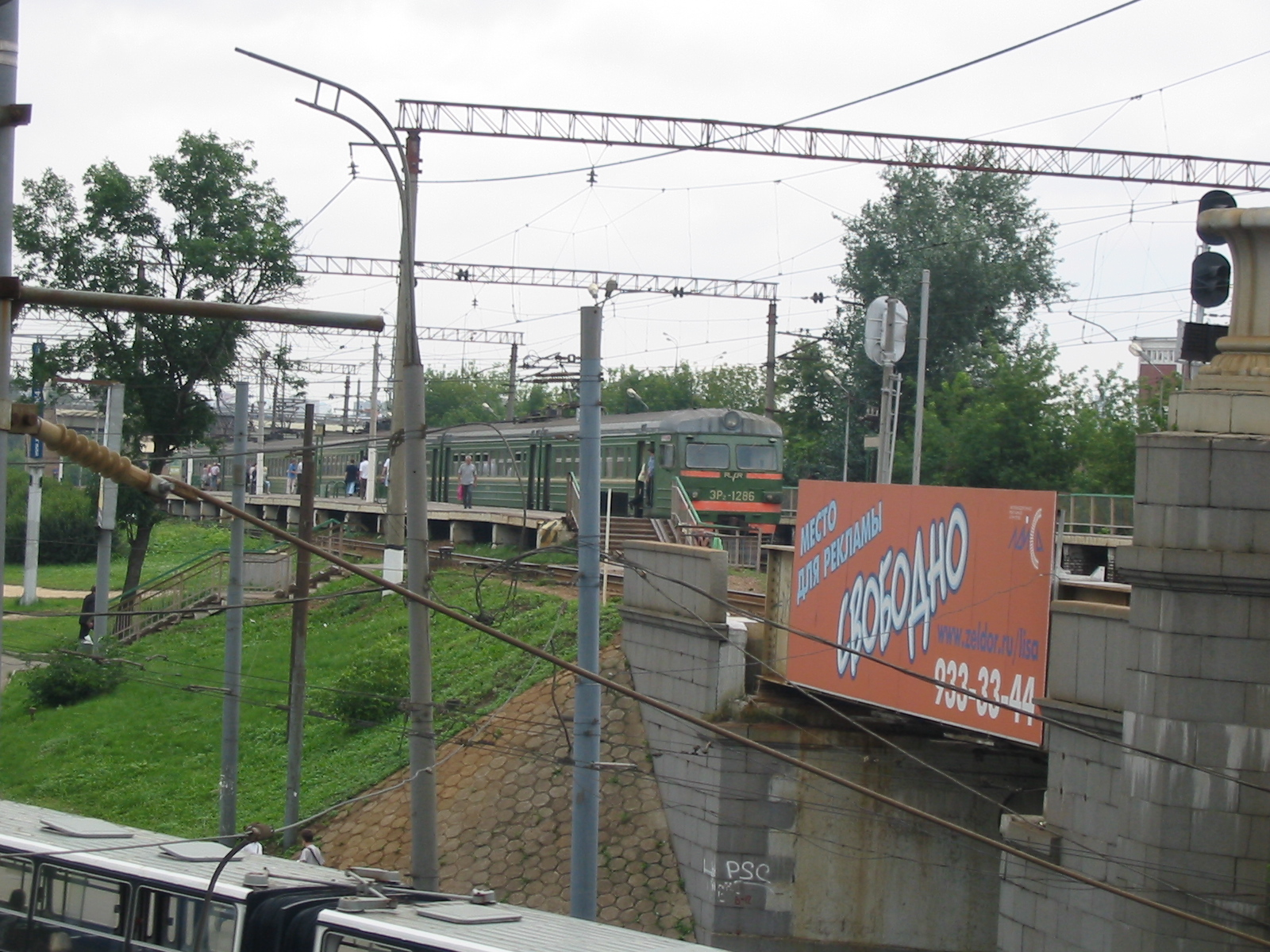
Платформа ЗИЛ до замены путепроводов через Варшавское шоссе (2004)
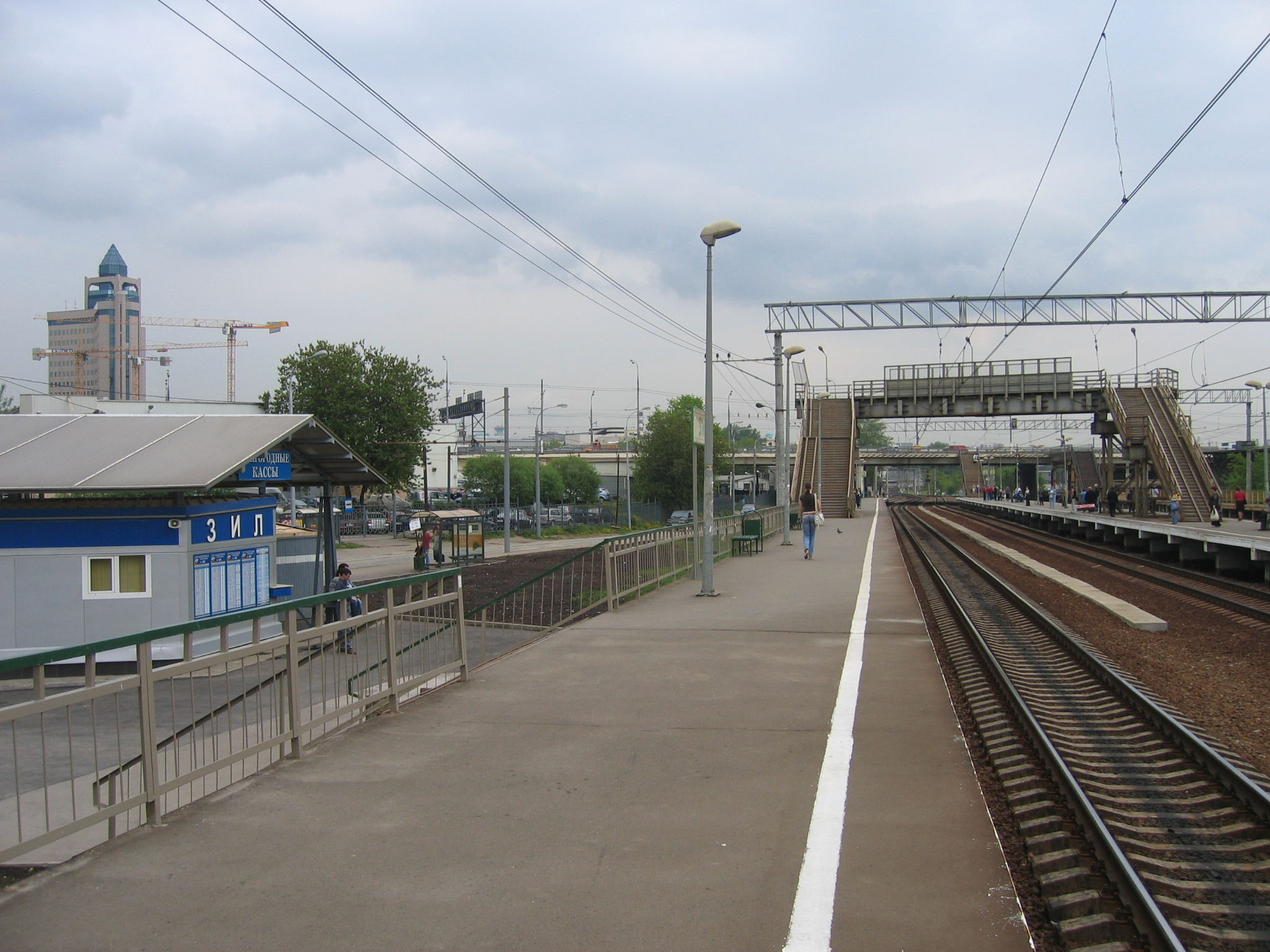
Платформа ЗИЛ
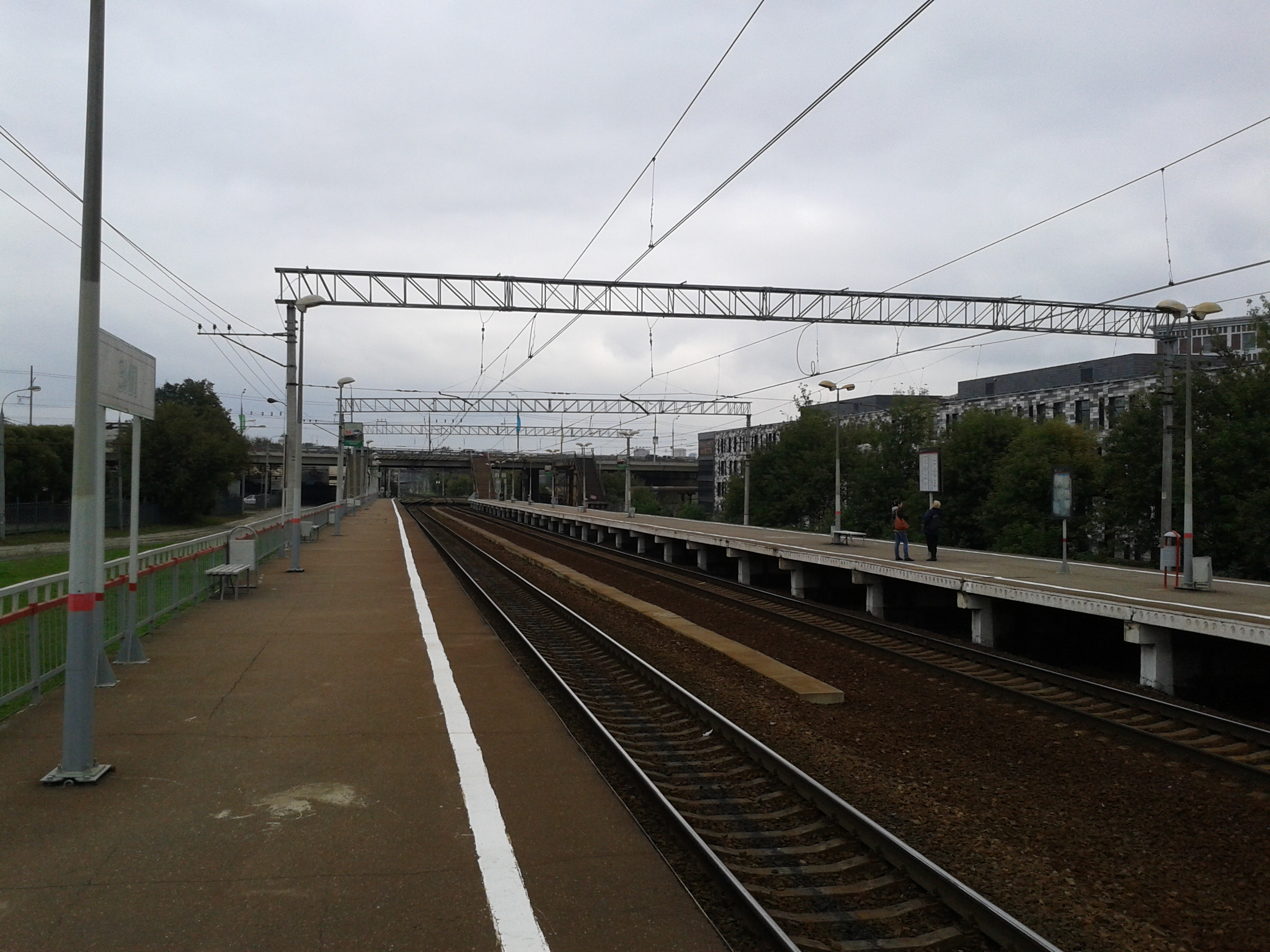
Платформа ЗИЛ в сторону Автозаводского моста (состояние на 8 сентября 2013 г.)
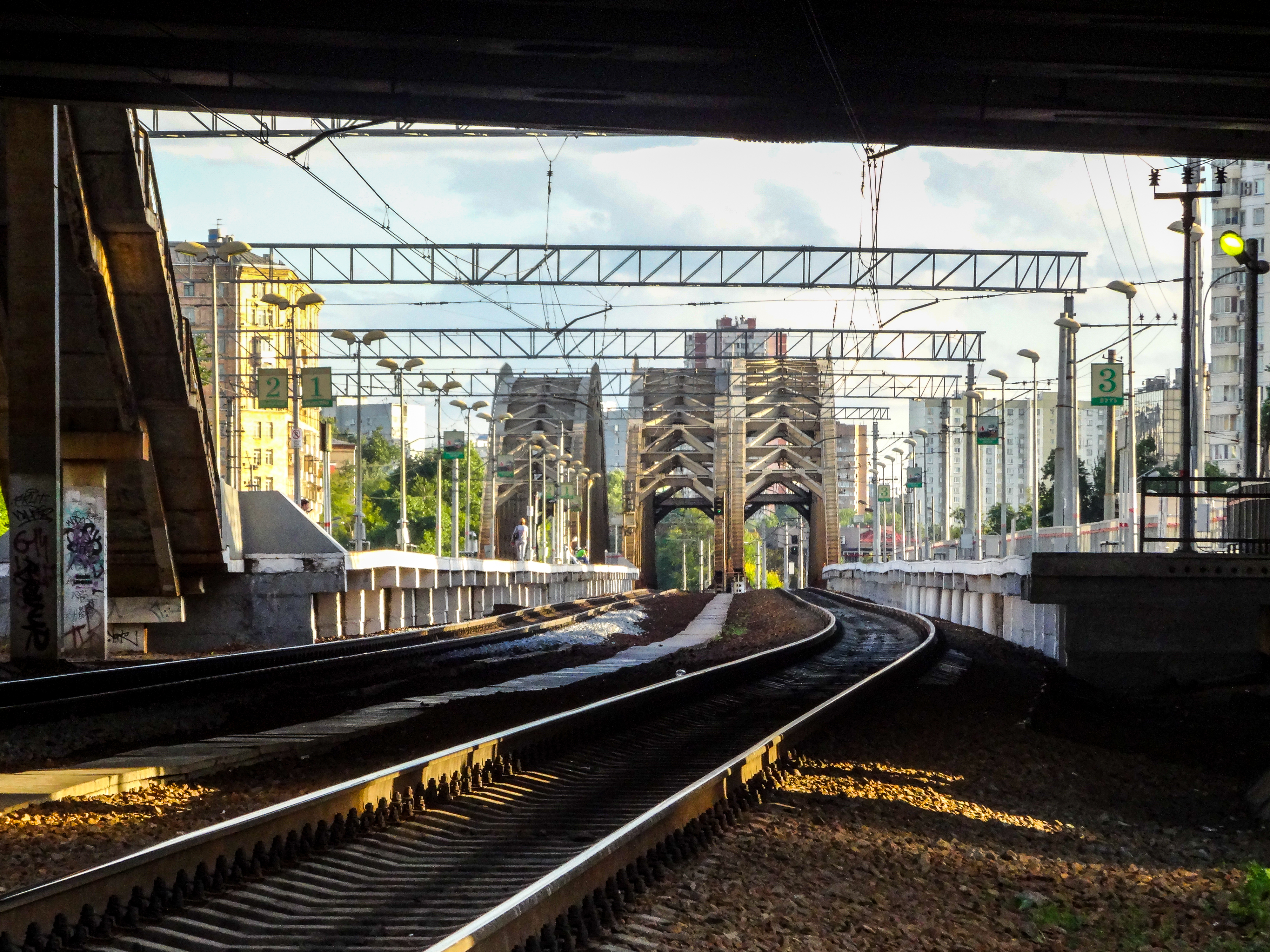
Вид на железнодорожную платформу "Зил" и на Павелецкий путепровод с уровня железнодорожных путей под Автозаводским мостом. Июль 2014